# Abbaye Saint-Jacques de Wurtzbourg
L'abbaye Saint-Jacques est une ancienne abbaye bénédictine à Wurtzbourg, dans le Land de Bavière.

## Histoire
L'abbaye est fondée en 1139 par l'évêque Embricho. Le monastère est un lieu d'accueil des pèlerins irlandais venus vénérer Kilian. Le premier abbé est Macaire.
Johannes Trithemius en est l'abbé de 1506 à 1516.
L'abbaye est dissoute en 1803 lors de la sécularisation. Les bâtiments accueillent d'abord un hôpital militaire. L'église abbatiale sert d'abord de magasin militaire puis en 1904 devient l'église de la garnison.
Après la Seconde Guerre mondiale, l'abbaye est détruite. Le lieu est repris par les Salésiens. Une église est rebâtie en 1955 sous le patronage de Jean Bosco.